# أسوأ أشكال المخاطر التي يواجهها الأطفال في العمل
أسوأ أشكال المخاطر التي يواجهها الأطفال في العمل هو بند في توصية أسوأ أشكال عمل الأطفال (رقم 190) التي اعتمدتها منظمة العمل الدولية في عام 1999. ويحدد الإطار العام لفحص وتقييم «العمل الذي، بحكم طبيعته أو الظروف التي يُنفذ فيها، من المحتمل أن يضر بالصحة أو السلامة أو الأخلاق أو الأطفال» (ج 182، المادة 3).
هذا الجهد هو محاولة لاستكمال القائمة السابقة لأسوأ أشكال عمل الأطفال. وبحسب منظمة العمل الدولية، فإن عمالة الأطفال «الخطرة» هي أكبر فئة من «أسوأ أشكال» عمل الأطفال. يعمل ما يقدر بـ 115 مليون طفل، تتراوح أعمارهم بين 5-17 سنة، في ظروف خطرة في قطاعات تشمل الزراعة، والتعدين، والبناء، والتصنيع، وصناعات الخدمات، والخدمة المنزلية. توجد في كل من البلدان الصناعية والنامية. يمكن للأطفال القيام بأعمال خطرة في سن مبكرة جدًا. تقدر منظمة العمل الدولية أن حوالي 22000 طفل يموتون في العمل كل عام في جميع أنحاء العالم. ولا يُعرف عدد المصابين أو المرضي بسبب عملهم.

## إرشادات عامة
تقدم منظمة العمل الدولية المبادئ التوجيهية التالية للعمل الذي يعتبر غير آمن للأطفال، مثل:
- تشتمل على مواد كيميائية أو أبخرة سامة أو معدات أو مركبات عالية القدرة أو تقطيع أو قصف أو تفجير
- تجري تحت الأرض أو تحت الماء أو على ارتفاعات أو منعزلة أو في الليل أو في ضوء الشمس المباشر
- تنطوي على ساعات طويلة بدون فترات راحة
- حمل الاحمال الثقيلة
- في وجود الكحول أو المخدرات أو الجريمة
- في وجود حيوانات أو حشرات خطرة
- عدم سهولة الوصول إلى المياه الصالحة للشرب أو الطعام
- في وظائف ذات معدلات إصابة عالية

## أمثلة
- سحب العربات في التعدين تحت الأرض
- الاتصال بالمذيبات والمواد اللاصقة في صناعة الجلود
- أعمال الزجاج (التسمم المحتمل بالرصاص)
- تعدين الذهب (احتمال تسمم بالزئبق)
- وظائف تحت الماء بدون معدات واقية، مثل بذلة الغوص أو إمدادات الهواء، في صناعة صيد الأسماك
- الزراعة (التعرض المحتمل لمبيدات الآفات)
- تحمل الأحمال الثقيلة في صناعة البناء
- التعرض للمواد المشعة في محطة الطاقة النووية

## روابط خارجية
- القضاء على أسوأ أشكال عمل الأطفال: دليل عملي لاتفاقية منظمة العمل الدولية رقم 182 (PDF)
- اتفاقية أشكال عمل الأطفال رقم 190
- البحث الدولي حول الأطفال العاملين (IREWOC)